# 녹턴, Op. 27 (쇼팽)
쇼팽의 녹턴 작품번호 제27번(2 Nocturnes, Op. 27)은 프레데리크 쇼팽이 1836년에 작곡한 곡으로 녹턴 7번과 8번이 포함되어 있다. 첫 출판은 1837년에 이루어졌다. 작품번호 제27번 이후로 쇼팽의 녹턴은 2개씩 묶어서 출판되었다. 이 작품번호 제27번의 녹턴 7번과 8번은 쇼팽의 스물 한 개 녹턴 중 대작(大作)으로 칭해지며 완벽한 작품으로 꼽힌다.

## 녹턴 7번 올림다단조
쇼팽의 녹턴 7번 올림다단조는 빠르기가 라르게토(Larghetto)로 빠른 편이 아니며 4분의 4박자로 이루어져 있다. 그러나 중간 부분 (29번째 마디)부터 빠르기가 거의 두 배로 빨라지게 되나 다시 84번째 마디에서 원래의 속도로 되돌아오며 99번째 마디에서는 아다지오(Adagio)로 느려지게 되며 곡을 종결시킨다.
7번은 A-B-A의 세도막 형식으로 이루어져 있으며 첫 주제와 부차적인 주제가 완벽한 대조를 이루고 있다.
첫 번째 주제에서는 올림다단조로 시작하나 중간중간에 장조로 조성이 전환되고 이내 단조로 다시 돌아오는 복잡한 구성으로 되어있으며 왼손은 다른 쇼팽의 녹턴과 비슷하게 아르페지오 형식의 여섯잇단음표로 이루어져있고 오른손이 주멜로디를 연주하게 된다.
많은 비평가들은 이 곡에 '대작', '왼손의 극도한 유연성을 필요로 하는 작품', '병적이나 지속적이며 완벽한 멜로디', '비극적이나 완벽하다' 등의 찬사를 보내는 것을 아끼지 않았다. 또한 중간 부분의 극적인 부분은 '베토벤과 같은 성격이 드러나는 부분', '쉬지 않고 정열적인 멜로디' 등의 평을 했고 끝 부분의 코다에서는 '햇빛과 함께 비쳐진 놀라운 클라이막스(절정)', '청자로 하여금 무한한 힘을 느끼게 할 수 있다' 등의 칭찬을 받았다.
|  |  |  |

## 녹턴 8번 내림라장조
쇼팽의 녹턴 8번은 앞선 7번보다는 빠르기가 약간 느리고 8분의 6박자로 이루어져 있다. 총 마디 수는 77개이며 오른손은 주멜로디를 연주하는 한편 왼손은 16분음표의 아르페지오 반주를 연주하게 된다.
7번이 드라마틱한 멜로디를 내포하고 있었다면 8번은 주제의 계속적인 변화로 곡이 전개가 되는 방식을 가지고 있다. 곡의 분위기는 거의 변하지 않으나 중간에 단조로 한 번이 격정적으로 변하게 된다. 그러나 다시 본 주제로 돌아온 후 52번째 마디에서 무려 48잇단음표가 사용되는 소위 소(小)카덴차(cadenza)가 튀어나온다. 이 부분에서 비평가들은 '쇼팽의 작품에서 화려한 순간 중 하나', '가장 우아한 장식음의 사용' 등으로 높이 평가하였다. 곡 전체에서는 '두 개의 영혼의 합쳐짐', '화성의 신비로움이 묻어난 곡', '분할된 리듬과 하나로 이어지지 않은 이음줄을 연주하기에 높은 기술을 요하는 곡' 등의 찬사를 받고 있다.
|  |  |  |

## 같이 보기
- 프레데리크 쇼팽
- 쇼팽의 녹턴